# Лапентти, Николас
Николас Александр Лапентти Гомес (исп. Nicolás Alexander Lapentti Gómez; род. 13 августа 1976, Гуаякиль, Эквадор) — эквадорский теннисист. Полуфиналист одного турнира Большого шлема в одиночном разряде (Открытый чемпионат Австралии-1999); полуфиналист одного турнира Большого шлема в миксте (Уимблдон-2000); победитель восьми турниров ATP (из них три в одиночном разряде); бывшая шестая ракетка мира в одиночном рейтинге.
В юниорах: победитель двух юниорских турниров Большого шлема в парном разряде (Открытый чемпионат Франции-1994 и Открытый чемпионат США-1994); победитель одиночного турнира Orange Bowl-1994; финалист парного турнира Orange Bowl-1994.

## Общая информация
Отец Николаса — бывший баскетболист, эквадорский политик и бывший член законодательного собрания этого южноамериканского государства Николас Лапеннти Корриона, его мать — Мария-Сесилия — обладательница титула «Мисс Эквадор» 1971 года. Николас — не единственный профессиональный теннисист в семье: его дядя — Андрес Гомес — входил в пятёрку сильнейших игроков мира как в одиночном, так и в парном разряде, а средний брат — Джованни — также как и Андрес с Николасом, играли за эквадорскую сборную в Кубке Дэвиса. Занимался теннисом и младший брат эквадорца — Леонардо, однако так и не добился в этой игре сколько-нибудь заметных успехов.
Николас начал играть в теннис в шесть лет, впервые взяв ракетку по предложению отца для игры на пляже.

## Спортивная карьера

### Начало карьеры
Юниорские годы
Лапентти достаточно ярко проявлял себя уже в период своей карьеры в старших юниорских турнирах: в 1992 году он впервые сыграл на юниорском турнире Большого шлема, а уже через год стал всё чаще бывать на поздних стадиях различных турниров высших серий Юниорского тура. В 1994 году (в свой последний сезон в юниорском туре) эквадорец вышел на пик своих результатов: дважды — на Открытых чемпионатах Франции и США — он добирался до полуфиналов одиночных турниров соревнований Большого шлема, а также (вместе с бразильцем Густаво Куэртеном) регулярно играл на поздних стадий аналогичных соревнований в паре, где взял два титула. Поздней осенью Лапентти завершил свою карьеру в этом возрасте на Orange Bowl, добравшись до двух финалов: в паре Николас и Густаво упустили титул, а в одиночке южноамериканцы разыграли между собой титул, где Лапентти оказался сильнее.
Начало взрослой карьеры
Эквадорец впервые попробовал себя в протуре в 15 лет, сыграв серию соревнований начального уровня в Южной Америке. Некоторое время опыты игр на подобном уровне были крайне малы и уже в 1993 году, после дебюта во взрослой сборной в Кубке Дэвиса, Николас стал появляться в протуре всё активнее. В следующие несколько лет Лапентти постепенно шлифовал свою игру при новом уровне соперников, дважды попробовал себя в квалификации взрослых турниров Большого шлема и постепенно вышел на более высокий уровень результатов. Переход произошёл весьма неожиданно: в сентябре 1995 года после серии турниров на «сателлитах» Николас заявился в квалификацию колумбийского соревнования основного тура ATP и не только прошёл её, но и, в итоге, завоевал главный титул, попутно переиграв пятого игрока посева — чилийца Марсело Риоса. Этот результат позволил Лапентти за короткий срок подняться из четвёртой сотни рейтинга в середину второй. До конца сезона он смог также выиграть «челленджер» в Чили.
Постепенно привыкая к стабильным играм на более высоком уровне Николас в январе следующего года дебютировал в основной сетке взрослых турниров Большого шлема, сыграв на Открытом чемпионате Австралии. В марте вошёл в топ-100 одиночной классификации. Первый матч в основе Большого шлема он выиграл летом на Уимблдоне, пройдя во второй раунд. В июле Лапентти впервые сыграл на Олимпиаде, которая прошла в Атланте. В одиночном разряде он проиграл в первом же раунде Андрею Ольховскому, а в парном разряде совместно с Пабло Кампаньей проиграл на стадии второго раунда. Осенью того же года в дуэте с Кампаньей удалось впервые сыграть в финале парного соревнования в рамках основного тура: всё там же в Боготе. Также Лапентти на этом турнире доиграл и до одиночного финала, где на этот раз проиграл Томасу Мустеру в трёх сетах.
В 1997 году эквадорец стабилизирует свои результаты в одиночном разряде, закрепляясь в первой сотне рейтинга. Лучшие результаты пришлись на осень, когда получилось выйти в полуфинал турнира в Мехико, а затем третий год подряд сыграть в финале турнира в Боготе. Ещё трижды за сезон он дошёл до финалов в парном разряде и дважды в них брал титулы — летом в Амстердаме (с Полом Килдерри) и осенью в Мехико с (Даниэлем Орсаничем).
В мае 1998 года Лапентти смог выйти в полуфинал турнира в Праге. На Ролан Гаррос Николас добился первого заметного успеха на парных соревнованиях турниров Большого шлема: вместе с испанцем Хулианом Алонсо он пробился в четвертьфинал местного турнира, попутно выбив из борьбы пятую пару посева: альянс Рик Лич и Эллис Феррейра. В июле на турнире в Кицбюэле в матче третьего раунда он впервые в карьере обыграл теннисиста из топ-10, нанеся поражение Евгению Кафельникову (№ 7 в мире на тот момент).

### 1999—2002 (полуфинал в Австралии, попадание в топ-10)

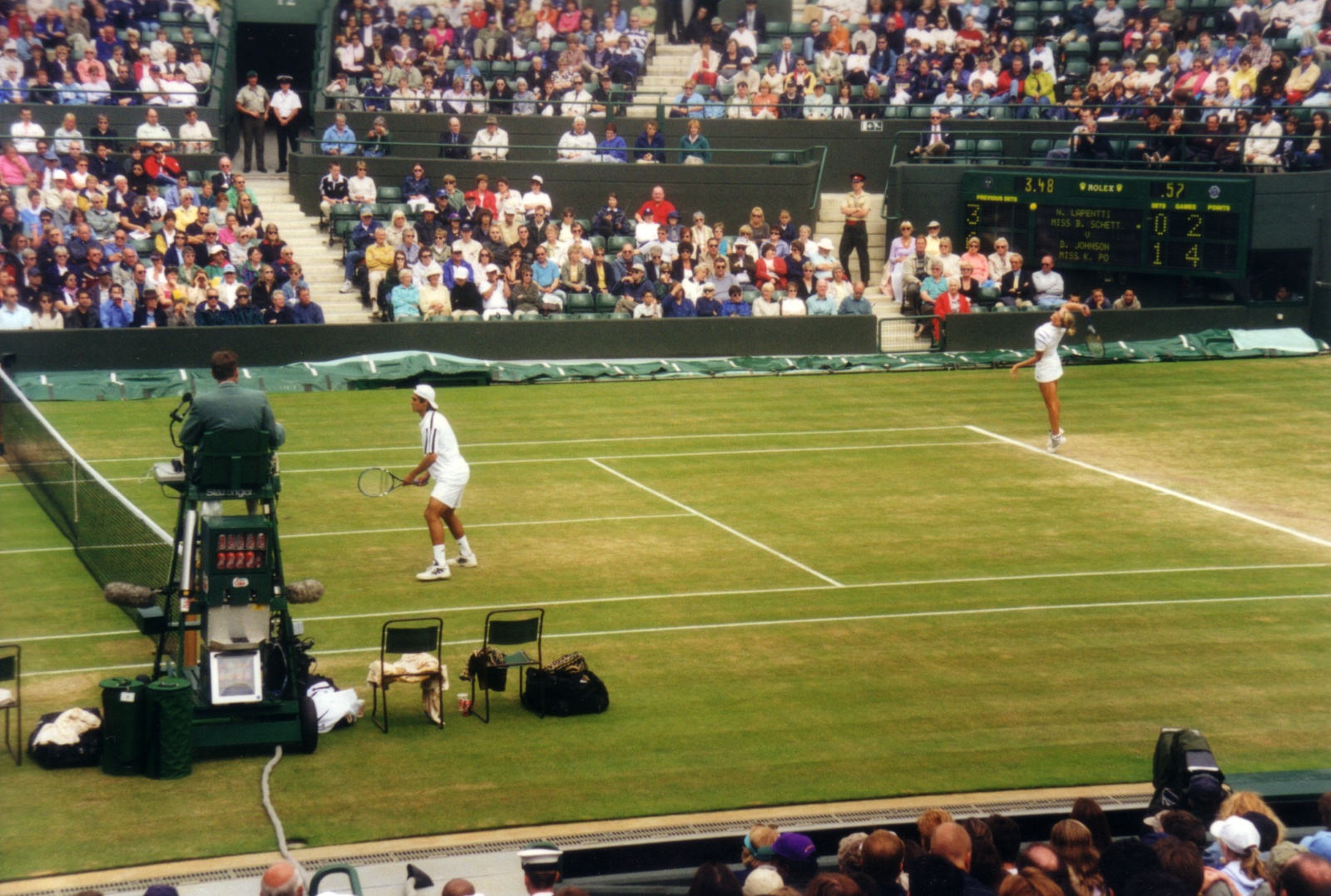
Лапентти с Барбарой Шетт (на подаче) во время полуфинала в миксте на Уимблдоне 2000 года

В 1999 году результаты эквадорца резко улучшаются. На старте сезона он взял парный титул турнира в Аделаиде в альянсе с Густаво Куэртеном. Затем он добился главного достижения на Больших шлемах. На Открытом чемпионате Австралии Лапентти добрался до полуфинала. Ему потребовалась идеальная физическая подготовка, так как на в пяти победных матчах он сыграл 24 сета из 25 максимально возможных. В первых трёх раундах ему достались в соперники только шведские теннисисты (Юханссон, Норман и Тильстрём), которых Николас прошёл затратив каждый раз все пять сетов. В четвёртом раунде в четырёх сетах он прошёл местного теннисиста Эндрю Илие, а в 1/4 финала в трудном матче обыграл словака Кароля Кучеру — 7-6, 6-7, 6-2, 0-6, 8-6. На полуфинал уже сил не хватило и в борьбе за выход в решающий матч он проиграл в трёх сетах ещё одному шведу Томасу Энквисту — 3-6, 5-7, 1-6. Выступление в Австралии позволило Лапентти подняться с 91-го на 38-е место в рейтинге. В парном разряде Открытого чемпионата Австралии в команде с Куэртеном удалось достичь четвертьфинала.
В дальнейшем качество результатов сохранилось на высоком уровне. Весной 1999 года Николас добился полуфинала и четвертьфинала на связке турниров серии Мастерс в Гамбурге и Риме. В июле он сыграл в финале турнира в Гштаде, а в конце месяца смог подняться в топ-20. В августе он сначала вышел в полуфинал в Амстердаме, а через две недели после этого выиграл первые за четыре года одиночный титул в Туре, став сильнейшим на харде в Индианаполисе. Третий одиночный титул в карьере он выиграл в октябре на зальном турнире в Лионе, где на пути к победе обыграл в четвертьфинале № 5 в мире Густаво Куэртена, а в финале оказался сильнее Ллейтона Хьюитта. В ноябре Лапентти дошёл до полуфинала парижского Мастерса и стал восьмой ракеткой мира, благодаря чему единственный раз в своей карьере смог добиться права сыграть на Итоговом соревновании ATP, где себя не проявил, проиграв все три матча в группе. По итогам года эквадорец получил от ассоциации престижный приз «Прогресс года».
Новый уровень результатов в дальнейшем удержать не удалось. Первым заметным результатом в 2000 году стал выход в полуфинал на Мастерсе в Индиан-Уэлсе в марте. На следующем Мастерсе в Майами он прошёл в четвертьфинал. В апреле доиграл до полуфинала турнира в Эшториле и четвертьфинала в Барселоне. На Открытом чемпионате Австралии Лапентти вышел в четвёртый раунд, проиграв в нём чемпиону того розыгрыша Густаво Куэртену. На Уимблдоне произошёл единственный заметный успех Лапентти в соревнованиях смешанных пар: вместе с австриячкой Барбарой Шетт он добрался до полуфинала, уступив лишь будущим чемпионам: американцам Дональду Джонсону и Кимберли По. В июле он окончательно покинул пределы первой десятки мирового рейтинга и больше за позиции в топ-10 не боролся. В октябре он хорошо сыграл на турнире в Токио, сумев выйти в финал.
На Открытом чемпионате Австралии 2001 года лучшим достижением для Лапентти стал четвертьфинал в парном разряде в партнёрстве с Карлосом Мойей. В марте на Мастерсе в Индиан-Уэлсе эквадорец смог по ходу турнира выиграть у двух представителей топ-10: в первом раунде у № 5 Магнуса Нормана (4-6, 6-1, 6-1), а в третьем раунде у № 10 Тима Хенмена (6-4, 6-4). В четвертьфинале Лапентти легко проиграл Андре Агасси. Следующем заметным результатом стал выход в полуфинал Мастерса в Риме в мае, где он потерпел поражение от Хуана Карлоса Ферреро. В июле Лапентти смог взять реванш у Ферреро, обыграв четвёртую ракетку мира в четвертьфинале турнира в Кицбюэле со счётом 7-6, 6-2. Далее он обыграл Гало Бланко и в финале ещё одного испанца Альберта Коста, затратив на победу четыре сета из пяти возможных. На Открытом чемпионате США он единственный раз в карьере вышел в третий раунд. На последнем для себя турнире в сезоне — Мастерсе в Париже смог переиграть третью ракетку мира Ллейтона Хьюитта (4-6, 6-4, 6-4) в матче второго раунда, но покинул турнир уже в третьем, проиграв Томасу Юханссону.
На Открытом чемпионате Австралии 2002 года Лапентти доиграл до четвёртого раунда. После этого он отправился на южноамериканские турниры и в Винья-дель-Маре вышел в финал, где на тай-брейке третьего сета проиграл местной «звезде» Фернандо Гонсалесу. В марте на Мастерсе в Майами смог выиграть три матча и выйти в четвертьфинал. В мае Николас в пятый и последний раз выиграл одиночное соревнование ATP-тура, взяв главный приз турнира в Санкт-Пёльтене. На Уимблдонском турнире Лапентти во второй раз в карьере вышел в четвертьфинал Большого шлема в одиночках, выиграв три пятисетовых и один четырёхсетовый матча. В четвертьфинале он также сыграл пятисетовый матч, в котором проиграл аргентинцу Давиду Налбандяну (4-6, 4-6, 6-4, 6-4, 4-6).

### 2003—2010

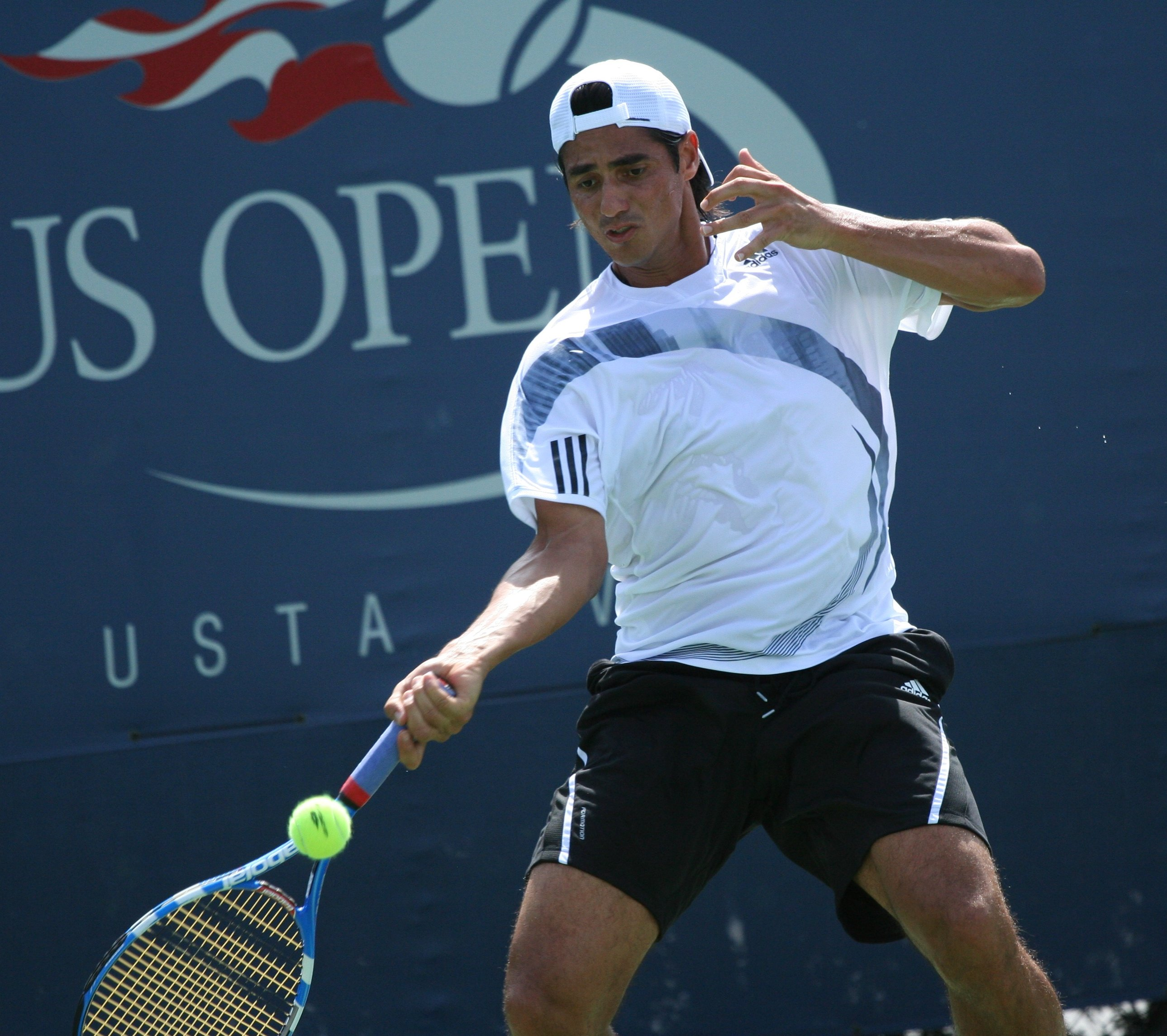
Лапентти на Открытом чемпионате США 2009 года

Постепенно качественная составляющая результатов Лапентти снижалась. На Открытом чемпионате Австралии 2003 года он вышел в третий раунд, а в парах сыграл с австралийцем Тоддом Вудбриджем и их команда вышла в четвертьфинал. В марте на Мастерсе в Майами во втором круге получилось обыграть теннисиста из топ-10 (Иржи Новака), и в целом пройти в четвёртый раунд. На Ролан Гаррос его результатом стал третий раунд. В июле Лапентти смог выйти в финал грунтового турнира в Бостаде, обыграв в 1/4 финала, начинающего свою карьеру, Рафаэля Надаля (3-6, 6-3, 7-6), а в 1/2 ещё одного крепкого испанца Томми Робредо (6-4, 6-2). В титульном матче проиграл Мариано Сабалете из Аргентины со счётом 3-6, 4-6. До конца сезона он дважды добирался до четвертьфиналов (в июле в Кицбюэле и в октябре в Базеле), завершив сезон за пределами топ-50.
В 2004 году результаты опускаются до такого уровня, что Лапентти с трудом держится в первой сотне рейтинга, всё больше насыщая свой календарь «челленджерами». Эта мера даёт незначительное закрепление рейтинга; выступления на сколько-нибудь крупных турнирах становятся всё более избирательными: Николас часто пропускает австралийский и британский турниры Большого шлема. В феврале 2004 года он сыграл последний финал в Туре в парном разряде — на турнире в Винья-дель-Маре в дуэте с Мартином Родригесом. В конце сезона ему удалось выиграть один одиночный трофей более младшего уровня на «челленджере» в Бразилии.
Все чаще эквадорцу для попадания на основные турниры приходится играть квалификационные матчи. В апреле 2005 года он смог попасть на турнир в Хьюстоне, где продвинулся в полуфинал, выиграв с квалификацией шесть матчей подряд. В июле он выиграл три матча в Кицбюэле и вышел в в четвертьфинал. В июле 2006 года он отметился двумя четвертьфиналами: сначала, начав с квалификации, на турнире в Штутгарте, а затем в Кицбюэле, где во втором раунде удалось нанести поражение № 6 в мире Николаю Давыденко (6-3, 6-3). В сентябре Лапентти последний раз добрался до титульного матча на соревнованиях основного тура. В Палермо он переиграл трёх сеянных соперников, но уступил в финале ещё одному (Филиппо Воландри).
В 2007 году Лапентти в основном туре лишь один раз вышел в четвертьфинал на турнире в Кицбюэле и балансировал между первой и второй сотней рейтинга. Осенью он выиграл два «челленджера». В феврале 2008 года он смог выйти в полуфинал турнира в Коста-ду-Сауипе. На Открытом чемпионате Франции впервые с 2003 года и последний раз в карьере вышел в третий раунд на Большом шлеме. В августе эквадорец неожиданно для своих последних результатов смог доиграть до четвертьфинала Мастерса в Цинциннати, обыграв Марина Чилича, № 4 в мире Давида Феррера и Фернандо Вердаско, уступив Рафаэлю Надалю.
В 2009 году в основном туре не мог пройти на турнирах дальше третьего раунда и отметился в конце сезона выигрышем одного «челленджера». К 2010 году накопившаяся усталость от постоянных неудач на крупных турнирах и всё чаще обостряющаяся застарелая травма колена даёт о себе знать, и проиграв весной четыре матча подряд, Лапентти после Ролан Гаррос завершил профессиональную игровую карьеру. В 2017 году Николас разово принял участие в парном розыгрыше турнира в Кито в альянсе с братом Джованни и их дуэт проиграл в первом же раунде.

### Сборная и национальные турниры
Долгие годы Николас был обязательным участником матче эквадорской команды в Кубке Дэвиса. Впервые приняв участие в этом турнире уже в 16 лет (вместе с дядей сыграв в проходной парной игре домашней матчевой встречи этого турнира против венесуэльцев), Лапентти в течение следующих семнадцати лет лишь раз уклонился от участия в играх сборной на протяжении всего сезона. За это время он переписал рекорды команды по числу сыгранных матчевых и числу побед как только в одиночных матчах, так и во всех играх под флагом национальной команды. Помимо это Николас вошёл в историю турнира за счёт своей прекрасной физической формы: сыграв в рамках подобных соревнований 18 пятисетовых встреч в одиночном разряде, он стал первым в истории турнира спортсменом, одержавшим в них сразу 13 побед. В 2000 году братья Лапентти впервые за 15 лет вывели эквадорскую команду в мировую группу турнира, правда закрепить её там не смогли.
Трижды Лапентти пользовался своим правом представлять Эквадор на теннисном турнире Олимпиады, однако за четыре матча там выиграл лишь одну встречу — в парном соревновании в 1996 году.

### После завершения спортивной карьеры
После завершения карьеры в одном амплуа Николас остался в теннисе в другом: через несколько лет после завершения игровой карьеры Лапентти смог возглавить эквадорскую теннисную федерацию, заняв пост её президента.

## Рейтинг на конец года
| Год  | Одиночный рейтинг | Парный рейтинг |
| 2010 | 447               | 817            |
| 2009 | 97                | 204            |
| 2008 | 86                | 270            |
| 2007 | 109               | 281            |
| 2006 | 67                | 305            |
| 2005 | 95                | 174            |
| 2004 | 122               | 250            |
| 2003 | 57                | 66             |
| 2002 | 29                | 120            |
| 2001 | 23                | 54             |
| 2000 | 24                | 94             |
| 1999 | 8                 | 66             |
| 1998 | 90                | 53             |
| 1997 | 63                | 72             |
| 1996 | 121               | 120            |
| 1995 | 109               | 182            |
| 1994 | 632               | 512            |
| 1993 | 326               | 371            |
| 1991 | 934               | 1062           |

По данным официального сайта ATP на последнюю неделю года.

## Выступления на турнирах

### Финалы турниров ATP в одиночном разряде (12)

#### Победы (5)
| Титулы                      |
| --------------------------- |
| Турниры Большого шлема (0)* |
| Итоговый турнир ATP (0)     |
| Мастерс (0)                 |
| ATP International Gold (2)  |
| ATP International (3+3)     |

| Титулы по покрытиям | Титулы по месту проведения матчей турнира |
| ------------------- | ----------------------------------------- |
| Хард (1+1)*         | Зал (1)                                   |
| Грунт (3+2)         | Зал (1)                                   |
| Трава (0)           | Открытый воздух (4+3)                     |
| Ковёр (1)           | Открытый воздух (4+3)                     |

* количество побед в одиночном разряде + количество побед в парном разряде.
| №  | Дата             | Турнир                 | Покрытие    | Соперник в финале | Счёт            |
| 1. | 17 сентября 1995 | Богота, Колумбия       | Грунт       | Мигель Тобон      | 2-6 6-1 6-4     |
| 2. | 22 августа 1999  | Индианаполис, США      | Хард        | Винсент Спейди    | 4-6 6-4 6-4     |
| 3. | 24 октября 1999  | Лион, Франция          | Ковёр (зал) | Ллейтон Хьюитт    | 6-3 6-2         |
| 4. | 29 июля 2001     | Кицбюэль, Австрия      | Грунт       | Альберт Коста     | 1-6 6-4 7-5 7-5 |
| 5. | 25 мая 2002      | Санкт-Пёльтен, Австрия | Грунт       | Фернандо Висенте  | 7-5 6-4         |

#### Поражения (7)
| №  | Дата             | Турнир               | Покрытие | Соперник в финале | Счёт              |
| 1. | 15 сентября 1996 | Богота, Колумбия     | Грунт    | Томас Мустер      | 7-6(6) 2-6 3-6    |
| 2. | 2 ноября 1997    | Богота, Колумбия (2) | Грунт    | Франсиско Клавет  | 3-6 3-6           |
| 3. | 11 июля 1999     | Гштад, Швейцария     | Грунт    | Альберт Коста     | 6-7(4) 3-6 4-6    |
| 4. | 15 октября 2000  | Токио, Япония        | Хард     | Шенг Схалкен      | 4-6 6-3 1-6       |
| 5. | 17 февраля 2002  | Винья-дель-Мар, Чили | Грунт    | Фернандо Гонсалес | 3-6 7-6(5) 6-7(4) |
| 6. | 13 июля 2003     | Бостад, Швеция       | Грунт    | Мариано Сабалета  | 3-6 4-6           |
| 7. | 1 октября 2006   | Палермо, Италия      | Грунт    | Филиппо Воландри  | 7-5 1-6 3-6       |

### Финалы турнировATPв парном разряде (7)

#### Победы (3)
| №  | Дата            | Турнир                | Покрытие | Партнёр         | Соперники в финале                | Счёт        |
| 1. | 3 августа 1997  | Амстердам, Нидерланды | Грунт    | Пол Килдерри    | Эндрю Кратцман Либор Пимек        | 3-6 7-5 7-6 |
| 2. | 26 октября 1997 | Мехико, Мексика       | Грунт    | Даниэль Орсанич | Мариано Санчес Луис Энрике Эррера | 4-6 6-3 7-6 |
| 3. | 10 января 1999  | Аделаида, Австралия   | Хард     | Густаво Куэртен | Патрик Гэлбрайт Джим Курье        | 6-4 6-4     |

#### Поражения (4)
| №  | Дата             | Турнир                   | Покрытие | Партнёр         | Соперники в финале              | Счёт           |
| 1. | 15 сентября 1996 | Богота, Колумбия         | Грунт    | Пабло Кампанья  | Николас Перейра Давид Рикл      | 3-6 6-7        |
| 2. | 9 ноября 1997    | Сантьяго, Чили           | Грунт    | Хулиан Алонсо   | Хенрик Ян Давидс Эндрю Кратцман | 6-7(7) 7-5 4-6 |
| 3. | 2 мая 1999       | Прага, Чехия             | Грунт    | Марк Кейл       | Мартин Дамм Радек Штепанек      | 0-6 2-6        |
| 4. | 15 февраля 2004  | Винья-дель-Мар, Чили (2) | Грунт    | Мартин Родригес | Гастон Гаудио Хуан Игнасио Чела | 6-7(2) 6-7(3)  |

## История выступлений на турнирах
| Турнир                       | 1994  | 1995  | 1996  | 1997          | 1998          | 1999          | 2000          | 2001          | 2002          | 2003          | 2004          | 2005          | 2006          | 2007          | 2008          | 2009          | 2010          | Итог   | В/П за карьеру |
| ---------------------------- | ----- | ----- | ----- | ------------- | ------------- | ------------- | ------------- | ------------- | ------------- | ------------- | ------------- | ------------- | ------------- | ------------- | ------------- | ------------- | ------------- | ------ | -------------- |
| Турниры Большого шлема       |       |       |       |               |               |               |               |               |               |               |               |               |               |               |               |               |               |        |                |
| Открытый чемпионат Австралии | -     | -     | 1Р    | -             | 2Р            | 1/2           | 2Р            | 2Р            | 4Р            | 3Р            | 2Р            | -             | -             | 2Р            | -             | 1Р            | 1Р            | 0 / 11 | 15-11          |
| Открытый чемпионат Франции   | -     | -     | 1Р    | 2Р            | 1Р            | 2Р            | 4Р            | 2Р            | 1Р            | 3Р            | 1Р            | К             | 2Р            | 2Р            | 3Р            | 1Р            | 1Р            | 0 / 14 | 12-14          |
| Уимблдонский турнир          | К     | -     | 2Р    | 1Р            | 1Р            | 2Р            | 1Р            | -             | 1/4           | 2Р            | -             | -             | -             | 2Р            | 1Р            | 1Р            | -             | 0 / 10 | 8-10           |
| Открытый чемпионат США       | К     | -     | 1Р    | 2Р            | 1Р            | 2Р            | 2Р            | 3Р            | 1Р            | 2Р            | К             | 1Р            | К             | 1Р            | 1Р            | 2Р            | -             | 0 / 12 | 7-12           |
| Итог                         | 0 / 0 | 0 / 0 | 0 / 4 | 0 / 3         | 0 / 4         | 0 / 4         | 0 / 4         | 0 / 3         | 0 / 4         | 0 / 4         | 0 / 2         | 0 / 1         | 0 / 1         | 0 / 4         | 0 / 3         | 0 / 4         | 0 / 2         | 0 / 47 |                |
| В/П в сезоне                 | 0-0   | 0-0   | 1-4   | 2-3           | 1-4           | 8-4           | 5-4           | 4-3           | 7-4           | 6-4           | 1-2           | 0-1           | 1-1           | 3-4           | 2-3           | 1-4           | 0-2           |        | 42-47          |
| Олимпийские игры             |       |       |       |               |               |               |               |               |               |               |               |               |               |               |               |               |               |        |                |
| Олимпийские игры             | НП    | НП    | 1Р    | Не проводился | Не проводился | Не проводился | -             | Не проводился | Не проводился | Не проводился | 1Р            | Не проводился | Не проводился | Не проводился | 1Р            | НП            | НП            | 0 / 3  | 0-3            |
| Итоговые турниры             |       |       |       |               |               |               |               |               |               |               |               |               |               |               |               |               |               |        |                |
| Итоговый турнир ATP          | -     | -     | -     | -             | -             | Группа        | -             | -             | -             | -             | -             | -             | -             | -             | -             | -             | -             | 0 / 1  | 0-3            |
| Кубок Большого шлема         | -     | -     | -     | -             | -             | 1/4           | Не проводился | Не проводился | Не проводился | Не проводился | Не проводился | Не проводился | Не проводился | Не проводился | Не проводился | Не проводился | Не проводился | 0 / 1  | 1-1            |
| Турниры Мастерс              |       |       |       |               |               |               |               |               |               |               |               |               |               |               |               |               |               |        |                |
| Индиан-Уэлс                  | -     | -     | 1Р    | К             | 3Р            | -             | 1/2           | 1/4           | 1Р            | 1Р            | 3Р            | -             | -             | -             | К             | 3Р            | -             | 0 / 8  | 12-8           |
| Майами                       | К     | К     | 1Р    | 2Р            | 1Р            | 3Р            | 1/4           | 3Р            | 1/4           | 4Р            | 2Р            | 2Р            | 1Р            | -             | К             | К             | 2Р            | 0 / 12 | 14-12          |
| Монте-Карло                  | -     | -     | -     | К             | 1Р            | 2Р            | 1Р            | 1Р            | 1Р            | 1Р            | -             | -             | К             | -             | 2Р            | 3Р            | -             | 0 / 8  | 4-8            |
| Рим                          | -     | -     | -     | -             | 2Р            | 1/4           | 2Р            | 1/2           | 1Р            | 1Р            | 1Р            | -             | К             | -             | 2Р            | К             | К             | 0 / 8  | 10-8           |
| Гамбург                      | -     | -     | -     | -             | 2Р            | 1/2           | 1Р            | 3Р            | 1Р            | 1Р            | 2Р            | К             | -             | К             | -             | Не Мастерс    | Не Мастерс    | 0 / 7  | 8-7            |
| Монреаль/Торонто             | -     | -     | -     | -             | -             | -             | 1Р            | 2Р            | 2Р            | 1Р            | К             | К             | -             | -             | 1Р            | К             | -             | 0 / 5  | 2-5            |
| Цинциннати                   | -     | -     | -     | -             | 1Р            | 3Р            | 1Р            | 1Р            | 1Р            | 1Р            | -             | 1Р            | К             | К             | 1/4           | К             | -             | 0 / 8  | 5-8            |
| Штутгарт/Мадрид              | -     | -     | -     | -             | -             | 3Р            | 2Р            | 3Р            | 3Р            | К             | -             | К             | -             | К             | К             | -             | -             | 0 / 4  | 5-4            |
| Париж                        | -     | -     | -     | -             | -             | 1/2           | 2Р            | 3Р            | 2Р            | 2Р            | -             | 1Р            | -             | К             | К             | -             | -             | 0 / 6  | 7-6            |
| Статистика за карьеру        |       |       |       |               |               |               |               |               |               |               |               |               |               |               |               |               |               |        |                |
| Проведено финалов            | 0     | 1     | 1     | 1             | 0             | 3             | 1             | 1             | 2             | 1             | 0             | 0             | 1             | 0             | 0             | 0             | 0             |        | 12             |
| Выиграно турниров            | 0     | 1     | 0     | 0             | 0             | 2             | 0             | 1             | 1             | 0             | 0             | 0             | 0             | 0             | 0             | 0             | 0             |        | 5              |
| В/П: всего                   | 1-1   | 9-2   | 16-20 | 19-20         | 19-30         | 56-24         | 43-29         | 30-25         | 34-27         | 25-23         | 7-16          | 10-18         | 12-10         | 10-14         | 16-18         | 11-14         | 1-8           |        | 321-299        |
| Σ % побед                    | 50 %  | 82 %  | 44 %  | 49 %          | 39 %          | 70 %          | 60 %          | 55 %          | 56 %          | 52 %          | 30 %          | 36 %          | 55 %          | 42 %          | 47 %          | 44 %          | 11 %          |        | 52 %           |

К — проигрыш в отборочном турнире.